# Socata TB 30
Die Socata TB 30 „Epsilon“ ist ein Übungsflugzeug der französischen Firma Socata, damals Teil von Aérospatiale, das aus der Socata TB 10 hervorging.

## Geschichte und Konstruktion
Die TB 30 entstand auf Grund einer Forderung der französischen Luftstreitkräfte Armée de l’air, die einen Basistrainer suchte, der nach der Grundschulung, aber noch vor dem Jettraining eingesetzt werden konnte.
Ihre Aufgaben sind Pilotenauswahl, Basisausbildung, Instrumentenflug- und Navigationsschulung, Formationsflug- und Kunstflugausbildung. Sie ist für ein Lastvielfaches von +7/−3,5 g ausgelegt. Das Tandem-Cockpit erleichtert auf Grund seiner Auslegung den Umstieg auf Jetflugzeuge.
Der Prototyp hatte am 22. Dezember 1979 seinen Erstflug.

## Militärische Nutzer
Frankreich

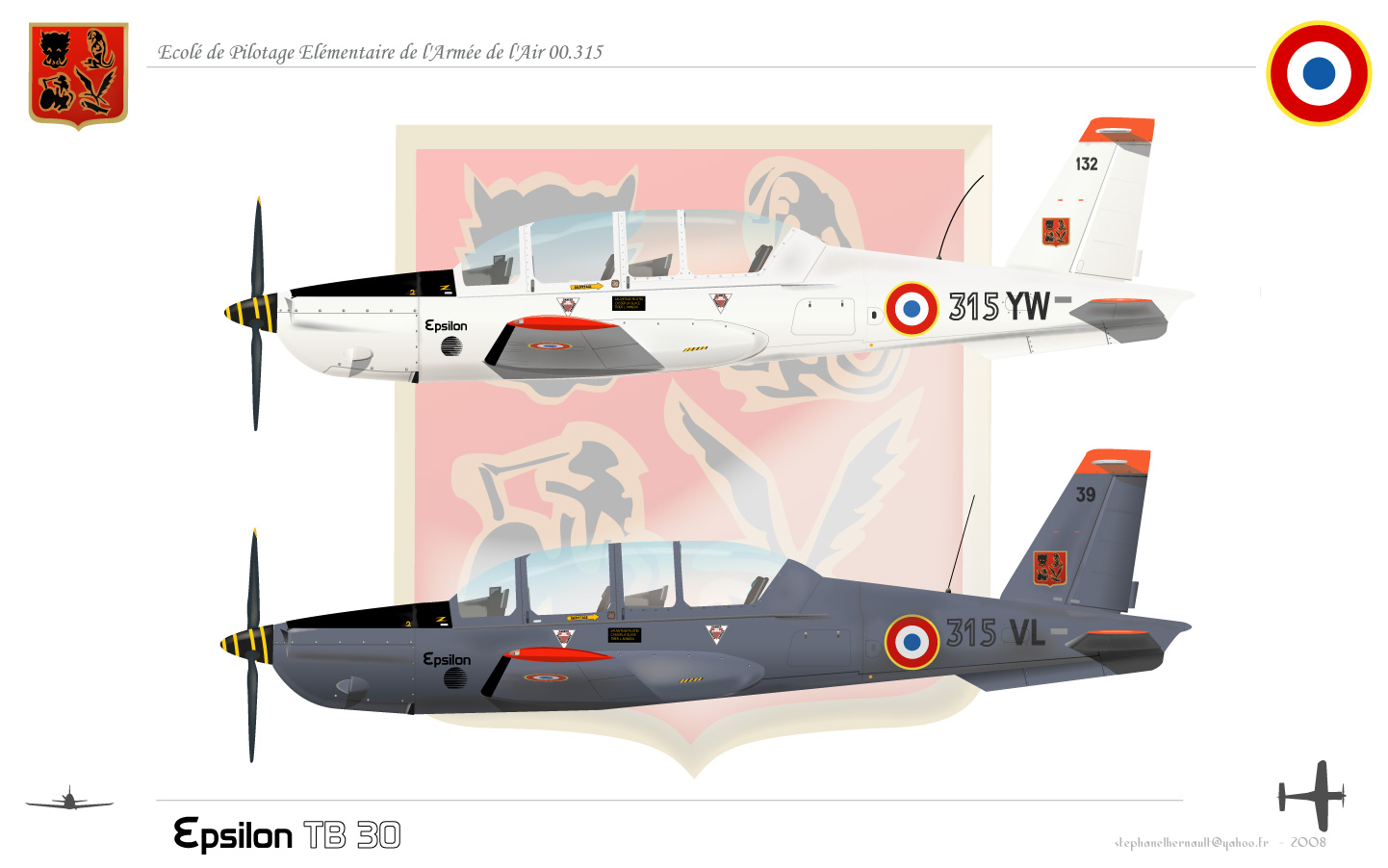
Socata TB30

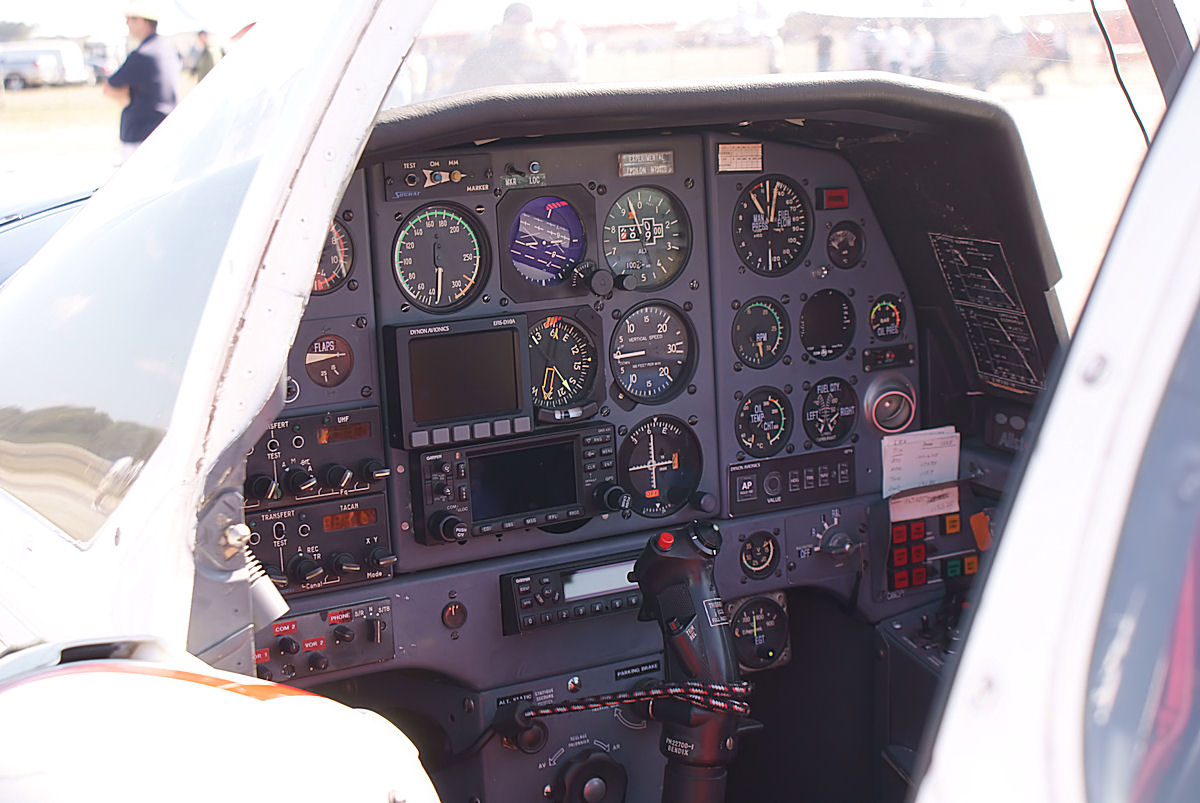
Cockpit

- Französische Luftstreitkräfte – 34 Exemplare[1]

 Portugal
- Portugiesische Luftstreitkräfte – 16 Exemplare[2]

 Senegal
- Luftwaffe – 2 Exemplare[3] ab 2006, dazu 4 im Jahr 2014 sowie 2 2019[4]

 Togo
- Luftwaffe – 3 Exemplare[5]

## Technische Daten
| Kenngröße             | Daten                                  |
| --------------------- | -------------------------------------- |
| Besatzung             | 2                                      |
| Länge                 | 7,59 m                                 |
| Spannweite            | 7,92 m                                 |
| Höhe                  | 2,63 m                                 |
| Flügelfläche          | 9 m²                                   |
| Leermasse             | 870 kg                                 |
| max. Startmasse       | 1250 kg                                |
| Reisegeschwindigkeit  | 356 km/h                               |
| Höchstgeschwindigkeit | 380 km/h                               |
| Dienstgipfelhöhe      | 7000 m                                 |
| Reichweite            | 1300 km                                |
| Triebwerke            | Avco Lycoming AEIO-540-L1B5 mit 221 kW |